# Brachystomatidae
Brachystomatidae zijn een familie uit de orde van de tweevleugeligen (Diptera), onderorde vliegen (Brachycera). Wereldwijd omvat deze familie zo'n 20 genera en 153 soorten.

## Geslachten
De volgende geslachten zijn bij de familie ingedeeld:
- Anomalempis
- Apalocnemis
- Boreodromia
- Brachystoma
- Ceratempis
- Ceratomerus
- Ephydrempis
- Gloma
- Glyphidopeza
- Heleodromia
- Hyperperacera
- Niphogenia
- Pseudheleodromia
- Sabroskyella
- Sematopoda
- Sinotrichopeza
- Trichopeza
- Xanthodromia
- Zealandicesa